# 33524 Rousselot
33524 Rousselot è un asteroide della fascia principale. Scoperto nel 1999, presenta un'orbita caratterizzata da un semiasse maggiore pari a 2,757196 UA e da un'eccentricità di 0,076264, inclinata di 2,621605° rispetto all'eclittica. Ha un diametro di 3,321 km.